# Amalrico de Bena
Amalrico de Bena (em francês:  Amaury de Bène ou Amaury de Chartres; em latim:  Almaricus, Amalricus, Amauricus; morto c. 1204–1207) foi um teólogo francês, cujos seguidores são chamados de amalricanos.

## Biografia
Amalrico nasceu na segunda metade do século XII em Bennes, uma aldeia entre Ollé e Chauffours, na diocese de Chartres.
Na Universidade de Paris, adquiriu um profundo conhecimento das artes liberais. Posteriormente, ensinaria, Filosofia e Teologia naquela Universidade, onde ganharia grande reputação como um sutil dialético; suas palestras desenvolvendo a filosofia de Aristóteles atraíam um grande número de ouvintes.
Teve como ponto de partida escritos de João Escoto Erígena e defendeu uma espécie de panteísmo místico, que, décadas depois, seria adotado pelos Irmãos do Livre Espírito.
Em 1204, suas doutrinas foram condenadas pela universidade e, em um apelo pessoal ao Papa Inocêncio III, a sentença foi ratificada, com Amalrico sendo ordenado a retornar a Paris e retratar seus erros.
Sua morte foi causada, diz-se, pela dor da humilhação a que foi submetido.
Em 1209, dez de seus seguidores foram queimados diante dos portões de Paris, e o próprio corpo de Amalrico foi exumado e queimado e as cinzas dadas ao vento. As doutrinas de seus seguidores, conhecido como os amalricanos, foram formalmente condenadas, em 1215, pelo Quarto Concílio de Latrão.

## Proposições

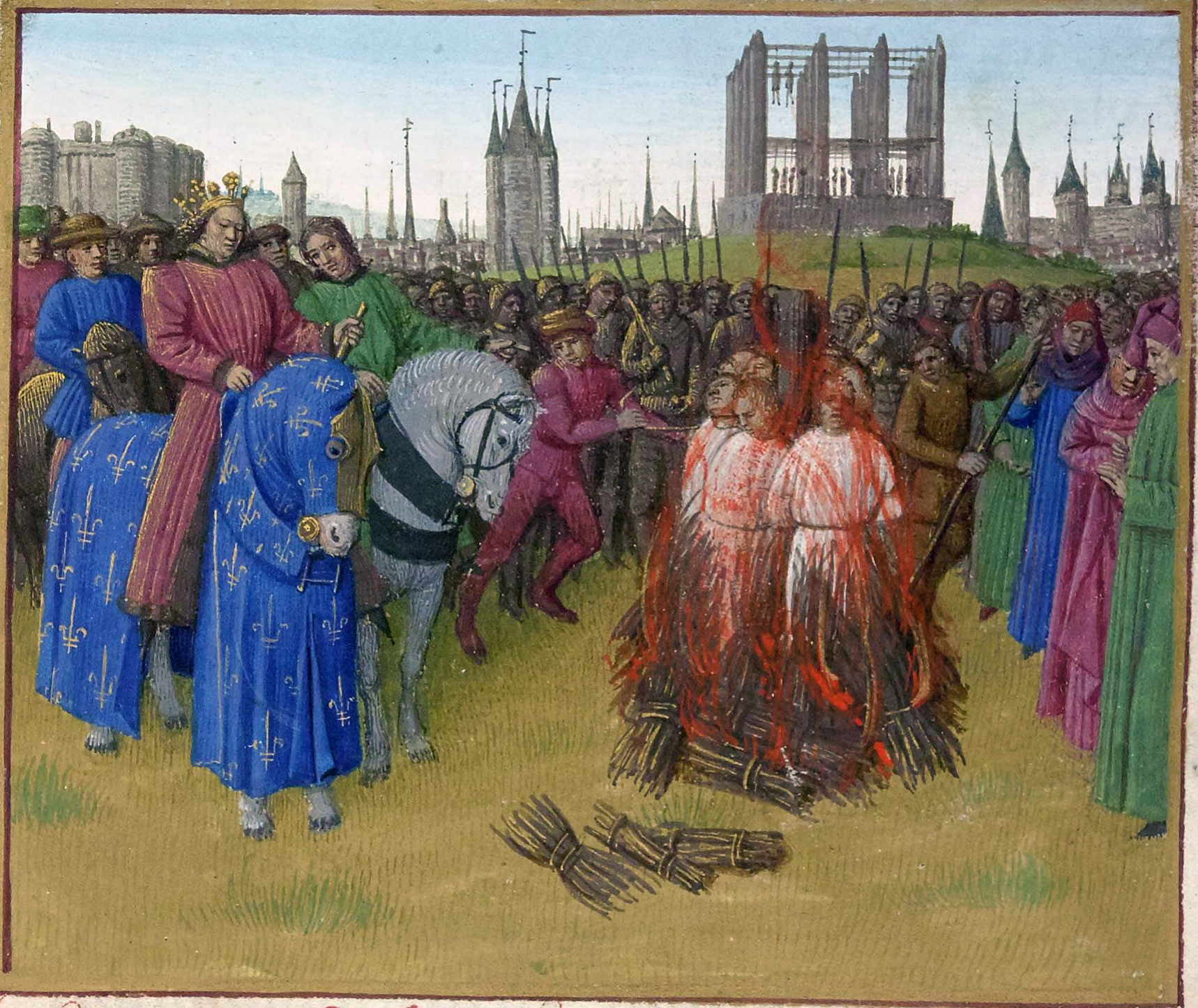
O Suplício dos Amalricanos, por Jean Fouquet, das Grandes Chroniques de France (Paris, Biblioteca Nacional da França.)

Amalrico parece ter derivado seu sistema filosófico de Erígena, cujos princípios ele desenvolveu em uma forma unilateral e fortemente panteísta.
Apenas três proposições que podem com certeza ser atribuídas a ele:
1. de que Deus é tudo (omnia sunt deus) e, assim, todas as coisas são uma, porque o que quer que seja, é Deus (omnia unum, quia quidquid est, est Deus);
2. de que cada cristão é obrigado a acreditar que ele é um membro do corpo de Cristo, e que essa crença é necessária para a salvação;
3. de que quem permanece no amor de Deus não pode cometer nenhum pecado.

Por causa da primeira proposição, o próprio Deus é pensado como invisível e só é reconhecível na sua criação.
Estas três proposições foram desenvolvidas por seus seguidores, que sustentavam que Deus se revelou em uma revelação tríplice, a primeira no patriarca bíblico Abraão, sinalizando a época do Pai; a segunda em Jesus Cristo, que deu início à época do Filho; e a terceira em Amalrico e seus discípulos, que inaugurou a era do Espírito Santo. Sob o pretexto de que um verdadeiro crente não poderia cometer nenhum pecado, os amalricianos se entregaram a todo excesso.
Os amalricanos achavam que:
- O Inferno é a ignorância, portanto, o Inferno está dentro de todos os homens, "como um dente ruim na boca";
- Deus é idêntico em tudo que existe, mesmo o mal pertence a Deus e prova a onipotência de Deus;
- Um homem que sabe que Deus atua através de tudo não pode pecar, porque todo ato humano é, então, o ato de Deus;
- Um homem que reconhece a verdade de que Deus age através de tudo já está no Céu e esta é a única ressurreição. Não há outra vida; a realização do homem está apenas nesta vida.

Devido às perseguições, esta seita parece não ter sobrevivido por muito tempo logo após à morte de seu fundador. Pouco tempo depois da queima de dez dos seus membros (1210), a seita perdeu sua importância, enquanto alguns dos sobreviventes amalricanos se tornaram Irmãos do Livre Espírito.
De acordo com Hosea Ballou, depois Pierre Batiffol (1911) e George T. Knight (1914) Amalrico acreditava que todas as pessoas acabariam por serem salvas e este foi um dos motivos pelo qual foi declarado herege pelo Papa Inocêncio III.